# Chicometepec
Chicometepec är en ort i Mexiko.   Den ligger i kommunen Tepetzintla och delstaten Puebla, i den sydöstra delen av landet, 150 km öster om huvudstaden Mexico City. Chicometepec ligger 1 875 meter över havet och antalet invånare är 890.
Terrängen runt Chicometepec är bergig söderut, men norrut är den kuperad. Runt Chicometepec är det ganska tätbefolkat, med 199 invånare per kvadratkilometer. Närmaste större samhälle är Zacatlán, 14,2 km väster om Chicometepec. I omgivningarna runt Chicometepec växer i huvudsak städsegrön lövskog.